# آدمک کاهی

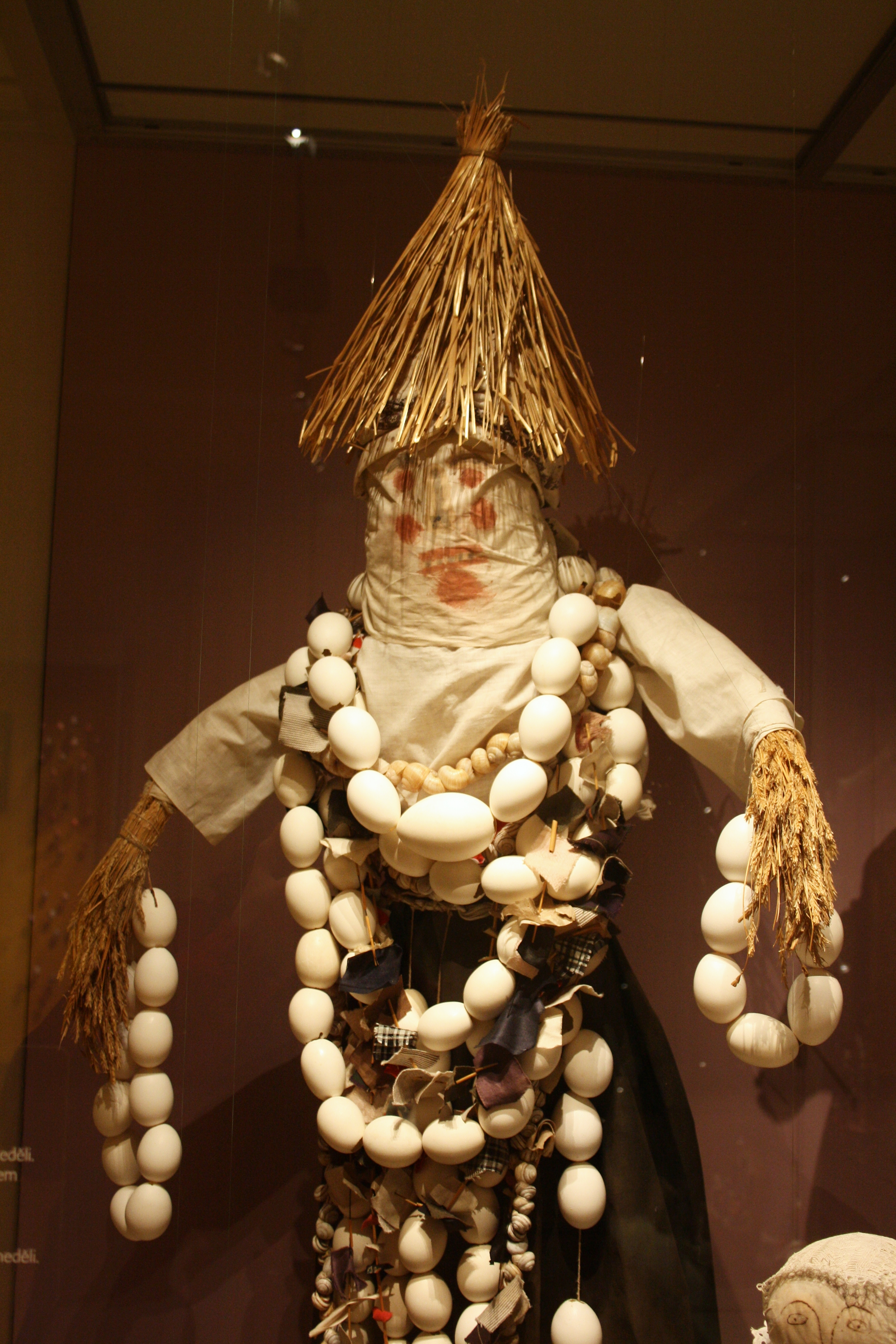
آدمک مارزانا یک الهه مرگ اسلاوی در جمهوری چک.

یک آدمک کاهی (عروسک آیینی) ساختگی در شکل یک انسان معمولاً به‌طور کامل از مواد کاهی درست شده یا از مواد کاهی شکل ساخته می‌شود.

## کاربردها
مرد کاهی معمولاً به عنوان مترسک، اهداف آموزشی مبارزه تن به تن، تست‌های شمشیر ساز، آدمک سوخته و به عنوان مانع‌های منحرف کننده گاوبازی استفاده می‌شود.